# Ari'el Weinstein
Ari'el Weinstein (hebrejsky: אריאל וינשטיין, Ari'el Vajnštajn) byl izraelský politik a poslanec Knesetu za stranu Likud.

## Biografie
Narodil se 2. května 1932 v Jeruzalému. Před vznikem státu Izrael sloužil v židovských jednotkách Hagana, pak v izraelské armádě, kde dosáhl hodnosti podplukovníka (Sgan Aluf). Vystudoval univerzitu. Pracoval jako novinář a odhadce. Hovořil hebrejsky a anglicky.

## Politická dráha
Působil jako člen předseda finančního výboru při Světové sionistické organizaci. Byl místopředsedou úřadu Israel Broadcasting Authority a předsedou Rady odhadců cen půdy. Jako novinář přispíval do ekonomických rubrik listů Ma'ariv a ha-Boker.
V izraelském parlamentu zasedl poprvé po volbách v roce 1981, do nichž šel za Likud. Mandát ale získal až dodatečně v říjnu 1982, jako náhradník. Byl pak členem výboru pro záležitosti vnitra a životního prostředí, výboru státní kontroly, výboru finančního a výboru pro ekonomické záležitosti. Opětovně byl zvolen ve volbách v roce 1984, znovu za Likud. Stal se členem výboru pro záležitosti vnitra a životního prostředí a finančního výboru. Za Likud obhájil mandát i ve volbách v roce 1988. Po nich usedl opět coby člen do výboru pro záležitosti vnitra a životního prostředí a finančního výboru.
Naposledy se dočkal zvolení do parlamentu ve volbách v roce 1992, opětovně na kandidátce Likudu. Mandát ale získal až dodatečně, v prosinci 1993, coby náhradník po rezignaci Roniho Mila. Usedl ve finančním výboru. Zemřel v průběhu funkčního období 10. března 1996. Jeho místo v Knesetu zaujal Micha'el Racon.